# 馬貴
馬貴（ばき、字馬世卿、1853年 - 1940年）は、 中国武術で内家拳の一つとして知られる八卦掌の重要伝人。

## 人物
実家が木材屋を営んでいたため、「木馬」と呼ばれた。体は小さく、腕が長かった為、腕を伸ばす指先が膝まで達したと言う。発勁は強大で、鉤手の手首で打撃する腕打を得意としていた。また、書画にも精通し、特に蟹の絵と得意としていたため「螃蟹馬」とも呼ばれた。幼い時より武術を好み、膂力に優れ、140斤の石鎖を自由に使いこなした。18歳で八卦掌の尹福に拝師し、開祖董海川にも指導を受けた。技撃に優れ、対戦者は皆破れたが、初めて取った弟子を不幸な事故で失って以来、弟子を取らず、同門の徒に指導するのみだった。先に粛王府の警護にあたり、民国初年には総統府の護衛に就いた。1919年には兵学校の指導を行い。1928年には河北省国術館顧問を務めた。
馬貴は十八接刀を得意とし、套路は六十四掌、七十二腿がある。
馬貴派八卦掌は現在でも中国、日本、北米及び欧州で学ばれている系統と、もう一つ、馬貴に学んだと言う王培生の系統がある。

## 参考
1. ↑  Li Baohua. “Introduction to MaGui style Baguazhang Lineage”. 2011年9月9日閲覧。
2. ↑  Li Baohua. “MaGui Bagua International Association”. 2011年9月9日閲覧。
3. ↑  Andrea Falk. “Ma Gui's system of Baguazhang from the teaching of Liu Wanchuan”. 2011年9月9日閲覧。
4. ↑  Andrea Falk. “MaGui Bagua Association”. 2011年9月9日閲覧。